# Carlo Corazzin
Giancarlo Michele Corazzin (New Westminster, Columbia Británica, Canadá, 25 de diciembre de 1971) es un exfutbolista canadiense. Jugó como delantero. 
Actualmente es miembro de Canada Soccer Hall of Fame.

## Selección nacional
Ha sido internacional con la Selección de fútbol de Canadá, disputó 59 partidos internacionales y marcó 11 goles. Fue campeón de la Copa de Oro de la Concacaf 2000 con su país, fue el goleador del torneo con cuatro anotaciones y fue elegido entre los 11 mejores futbolistas del campeonato. Participó con su equipo en la Copa FIFA Confederaciones 2001. También jugó la Copa de Oro en 1996 y 2003.

### Participaciones en la Copa de Oro de la Concacaf
| Copa                            | Sede                   | Resultado    |
| ------------------------------- | ---------------------- | ------------ |
| Copa de Oro de la Concacaf 1996 | Estados Unidos         | Primera fase |
| Copa de Oro de la Concacaf 2000 | Estados Unidos         | Campeón      |
| Copa de Oro de la Concacaf 2003 | Estados Unidos/ México | Primera fase |

### Participaciones en la Copa FIFA Confederaciones
| Copa                           | Sede  | Resultado    |
| ------------------------------ | ----- | ------------ |
| Copa FIFA Confederaciones 2001 | Japón | Primera fase |

## Clubes

### Como jugador
| Club                | País       | Año         |
| ------------------- | ---------- | ----------- |
| Winnipeg Fury       | Canadá     | 1992        |
| Vancouver 86ers     | Canadá     | 1993        |
| Cambridge United    | Inglaterra | 1994 - 1996 |
| Plymouth Argyle     | Inglaterra | 1996 − 1998 |
| Northampton Town    | Inglaterra | 1998 − 2000 |
| Oldham Athletic     | Inglaterra | 2000 − 2002 |
| Vancouver Whitecaps | Canadá     | 2003 − 2006 |